# (176) Идуна
(176) Идуна (норв. Iðunn) — крупный астероид главного пояса, с очень низким альбедо поверхности, по составу близкой к составу поверхности Цереры. Он был открыт 14 октября 1877 года германо-американским астрономом К. Г. Ф. Петерсом в Клинтоне, США и назван в честь Идун, богини вечной юности в геромано-скандинавской мифологии. Так назывался также клуб в Стокгольме, который организовал астрономическую конференцию.

Орбита астероида Идуна и его положение в Солнечной системе
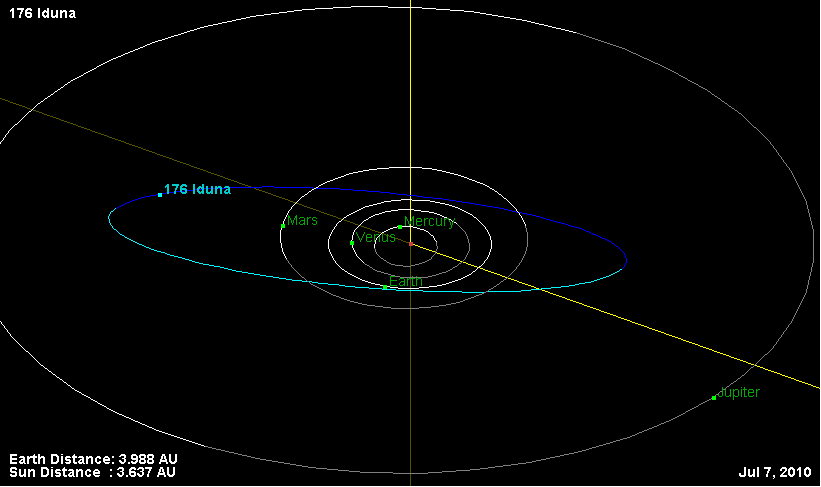
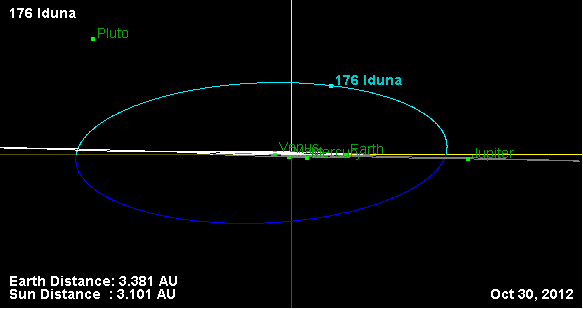

Покрытие звёзд этим астероидом было зафиксировано только один раз, 17 января 1998 года в Мексике.